# Кампанија
Кампанија (итал. Campania) је једна од 20 покрајина Италије. Налази се на прелазу из средишњег дела државе у јужни. Главни град покрајине је Напуљ, трећи по величини град Италије, а већи градови су и Салерно, Казерта, Беневенто, Авелино.
Кампанија је богата културом и традицијом (археолошки локалитети (Помпеја, Пестум, Амалфи), средњовековни градови, утицаји бројних цивилизација).
У Кампанији је настало и познато јело - пица.

## Порекло назива
Назив „Кампанија“ потиче из времена старог Рима од речи „Campania felix“, што на латинском језику значи „срећна покрајина“, „плодотворна покрајина“.

## Положај
Кампанија је јужна покрајина Италије, са изласком на Тиренско море на западу и југу. Граничи са покрајинама:
- на северозападу - Лациом
- на североистоку - Молизеом
- на исток - Апулијом
- на југоисток - Базиликатом

## Природне одлике
Површина покрајине је 13.595 km² и по овоме је Кампанија једна од средње пространих италијанских покрајина.

### Рељеф
У оквиру Кампаније разликује се неколико природних целина. Источни део обухвата 35% површине покрајине и чине га средишњи Апенини, који у потпуности затварају покрајину са севера, истока и југа. Њихови највиши врхови досежу и преко 2.000 м надморске висине (Врх Милтето 2.050 м н. в.). У средишњем делу налази се пространо побрђе (51% покрајине), познато по узгајању винове лозе, агрума и маслине. Ту се налази и неколико усамљених планина, од којих је најпознатија планина - вулкан Везув. Западна целина је равничарска и подељена на две веће равнице - северну, Кампанијску равницу и јужну равницу - Селе. Мада најмања (15% површине) она обухвата најактивнији део покрајине, привредно развијен и густо насељен. Ово посебно важи за област главног града Напуља, која је на плодном земљишту испод Везува.

### Клима
Клима у већем делу Кампаније је средоземна, да би у планинским крајевима добила оштрије, планинске црте.

### Воде
Кампанија је приморска покрајина са изласком на источну обалу Тиренског мора на свом западу и југозападу. Обала је разуђена, са два велика залива, северним Напуљским и јужним, Салернским. У овом мору смештено је и неколико малих острва, која су саставни део покрајине. Она су туристички веома цењена и позната, посебно већа од њих - Капри, Искија и Прочида. Од речног система треба споменути неколико река, које имају значај једино на нивоу покрајине. То су Волтурно, Селе и Калоре. Ове реке су кратке, стрмо се спуштају са Апенина на истоку покрајине и стварају приобалне равнице при ушћу у Тиренско море.

## Управна подела
Кампанија је подељена у пет округа (провинција) са истоименим градовима као управним средиштима:
- Авелино
- Беневенто
- Казерта
- Напуљ
- Салерно

## Историја

### Праисторија и антика
Област Кампаније била је насељена још у време праисторије, а први познати становници била су Италска племена. У 8. веку п. н. е. почиње оснивање старогрчких колонија у јужној Италији, па и у Кампанији, која тиме постаје део Велике Грчке. Прва грчка колонија Кума основана је северно од Напуља. У то подручје долазе Етрурци, Самнити, а касније Римска република, крајем 4. века п. н. е.
Кампанија је била веома активно подручје у Другом пунском рату, када је Ханибал 217. п. н. е. спалио житнице Кампаније, да би изазвао реакцију слабије римске војске и тиме је увукао у отворен сукоб. Ханибал није успео довољно умањити римску надмоћ. Циљ је био да се градови Кампаније побуне против Рима, који их није могао заштитити. Ни Римљани нису успели да навуку Ханибала у замку. После победе Ханибала у бици код Кане 216. п. н. е. Капуа се побунила, најпре захтевајући равноправност са Римом тражећи да један конзул буде из Капуе. Када је Рим то одбио Капуа је започела преговоре са Ханибалом, који јој даје независност. Други градови Кампаније нису следили пример Капуе, тако да Римљани 211. п. н. е. покоравају Капуу. Кампанија је била изузетно важна за Рим као житница све док Рим није освојио Египат на прелазу из старе у нову еру. У то време поседи у Кампанији претварају се у латифундије, које су се задржале до модерних времена.

### Средњи век
После пада Западног римског царства у Кампанији се водио Готски рат између Гота и Византије. Византија је победила, али последице рата су се осећале вековима. У ово време настаје и прва значајна лука Запада за трговину са Византијом, Амалфи. После ту долазе Ломбарди, који су успоставили војводство Беневенто. Нормани под водством Роберта Гвискара освајају и уједињују Кампанију током 11. и 12. века. Одузели су Византији јужну Италију и образовано је Краљевство Сицилија.
После сукоба Хоенштауфоваца са папама, краљевство припада Карлу Анжујском, који губи Сицилију, па се ствара Напуљска краљевина. Алфонсо V Арагонски уједињује Напуљ са Сицилијом и оснива Краљевство Две Сицилије. Једно време поново су Сицилија и Напуљ одвојени, па Шпанија поново доминира (1504—1713). Бурбони владају тим подручјем од 1713. г. до уједињења Италије 1860. г.

## Становништво
Данас Кампанија има преко 5,8 милиона становника и то је друга по насељености покрајина Италије. То је готово 2 пута више становника него пре једног века, али за свега 5-6% више него пре 25 година. Међутим, раст је био много израженији у приобалним деловима, посебно ко Напуља, док се у већини планинских предела број становника знатно смањио.
Густина насељености Кампанија је најгушће насељена италијанска покрајина. Густина насељености је преко 420 ст./км², што је двоструко више од државног просека (200 ст./км²). Део покрајине око града Напуља је изузетно густо насељен - преко 2.000 ст./км². Равничарски и приобални део покрајине је насељен у оквиру покрајинског просека. Овај део је и развијенији и окренут индустрији и туризму. Апенинско подручје на истоку и југу, махом пољопривредно, слабо је насељено (<100 ст./км²).

### Етничка слика
У покрајини доминира италијанско становништво. Утицај спорог развоја покрајине у последњим деценијама види се и у веома малом уделу новодосељеног становништва (1,7%), махом насељеног у Напуљу и околини. Не треба занемарити ни приметан број новог, богатог становништва насталог од некадашњих туриста, махом Британаца и Американаца, који се настањују у туристичким пределима покрајине (Капри нпр.).

## Привреда
Традиционалне привредне гране у већини делова покрајине су индустрија и пољопривреда. Кампанија спада у најнеразвијеније покрајине Италије, пре свега захваљујући још увек јакој локалној криминалној организацији Камори, која својим деловање онемогућава бржи и јачи развој.
Пољопривреда се темељи на узгајању винове лозе и производњи маслиновог уља. У равничарским крајевима гаји се жито и агруми. На пољопривредним производима створена је и чувена пица, један од симбола Кампаније.
Најразвијенија и најразноврснија индустрија лоцирана је око Напуља .
Највећи део становништва упослен је у терцијарном и квартерном сектору. Оба сектора су везана за град Напуљ, као престоницу покрајине и важно туристичко одредиште - туризам и угоститељство, трговина, банкарство, државна управа, јавне, културне и образовне установе.
Туризам је изузетно битна развојна грана покрајине. Од туристичких одредишта треба споменути: Помпеја и Херкуланеум, Пестум, Капри, Напуљ, Амалфи, Соренто.

## Галерија
Фотографије градова покрајине
- Напуљ
- Салерно
- Беневенто
- Казерта
- Амалфи
- Соренто
- Ерколано